# Alice In Chains (album)
Az Alice In Chains album az azonos nevű Seattle-i rockegyüttes harmadik nagylemeze. Ez az album más címeken is ismert: Tripod (a borítóról elnevezve), Grind (az első szám az albumon), Three (ez volt az AIC harmadik nagylemeze). Ez az utolsó stúdióalbum, amin Layne Staley énekel.
Bár nem olyan sikeres, mint a zenekar Dirt című albuma, mégis listavezető és 3-szoros platina lett az Egyesült Államokban. A rajongók által is kedvelt, mivel ez a zenekar leginkább lesújtó, morbid dalszövegű (Grind, Head Creeps, Frogs) albuma.

## A számok listája
1. "Grind" (Cantrell)^^ – 4:45
2. "Brush Away" (Staley/Cantrell/Kinney/Inez) – 3:22
3. "Sludge Factory" (Staley/Cantrell/Kinney)^ – 7:12
4. "Heaven Beside You" (Cantrell/Inez)^ – 5:27
5. "Head Creeps" (Staley) – 6:28
6. "Again" (Cantrell/Staley)^^ – 4:05
7. "Shame in You" (Staley/Cantrell/Kinney/Inez) – 5:35
8. "God Am" (Staley/Cantrell/Kinney/Inez)^ – 4:08
9. "So Close" (Staley/Cantrell/Kinney) – 2:45
10. "Nothin' Song" (Staley/Cantrell/Kinney) – 5:40
11. "Frogs" (Staley/Cantrell/Kinney/Inez)^ – 8:18
12. "Over Now" (Cantrell/Kinney)^ – 7:03

- ^ Azt jelzi, hogy Layne Staley-vel játszották.
- ^^ Azt jelzi, hogy Staley halála után is játszották.

A többi számot az AIC nem játszotta élőben.

## Érdekességek
- A Grind, Heaven Beside You és az Over Now c. szám kivételével minden számnak Layne Staley írta a szövegét.
- Az első borítón látható kutya Cantrell Sunshine nevű kutyája.
- A hátsó borítón egy háromlábú embert ábrázol.
- Az album nem jelenhetett meg Japánban a borító miatt.